# 골든골
골든골(Golden goal)은 축구, 오스트레일리안 풋볼, 밴디, 필드하키, 아이스하키, 라크로스, 럭비리그에서 정규 시간 종료 후 동점인 경기(일반적으로 녹아웃 경기)의 승자를 결정하는 서든 데스 방식의 승부 결정 방식이다. 이 규칙에 따르면 골이 득점되면 경기가 종료되며, 연장전에서 골을 넣은 팀이 승자가 된다. 1993년에 공식적으로 도입되었지만, 그 전에도 일부 역사가 있었던 이 규칙은 2004년부터 대부분의 FIFA 공인 축구 경기에서 적용이 중단되었다. 비슷한 실버골은 2002년부터 2004년까지 골든골을 보완했다.
골든골은 2021년까지 NCAA 대학 축구 경기에서 사용되었고, 2022년에 폐지되었다가 2024년 시즌 후 경기를 위해 다시 도입되었다. 여전히 FIH에서 승인한 필드하키 경기에서 사용된다. 관련 개념인 골든 포인트는 내셔널 럭비 리그 경기에서 사용된다. 비슷한 골든골 규칙은 모든 내셔널 하키 리그(NHL) 연장전 경기(정규 시즌 및 프리시즌의 경우 필요 시 승부치기 후)에서도 사용되지만, "골든골"이라는 용어는 사용되지 않는다. 골든골과 유사한 규칙은 내셔널 풋볼 리그 정규 시즌 경기에서도 적용되지만(터치다운 또는 세이프티가 득점되거나, 첫 번째 점유 이후 어떤 점유에서든 점수가 나면 적용되지만, 양 팀이 첫 두 번의 점유에서 필드골을 득점한 후에는 경기가 진정한 서든 데스가 됨), 이 용어 자체는 사용되지 않는다.

## 축구

### 역사적 배경
축구의 어떤 종목에서든 최초로 알려진 조직적인 클럽 간 토너먼트인 1867년 잉글랜드 유단컵의 규칙에는 서든 데스 규칙이 포함되어 있었다. 90분 후 동점일 경우, 최대 1시간의 연장전이 진행되었고, 먼저 골 또는 루즈를 득점한 팀이 승자로 선언되었다. 이 규칙은 1867년 2월 23일에 열린 노퍽 FC와 브룸홀 FC 간의 2라운드 경기에서 발효되었는데, 노퍽이 연장전 2분 만에 골을 넣어 1-0으로 승리했다.
비슷한 규칙이 다음 해 크롬웰 컵에서도 사용되었는데, 유단컵과 마찬가지로 셰필드 규칙에 따라 진행되었다. 1868년 셰필드의 브래몰 레인에서 열린 이 대회의 결승전에서 결승골은 당시 새로 창단된 더 웬즈데이 팀(현재 셰필드 웬즈데이로 알려짐)이 득점했다.
골든골은 우승팀이 필요한 라운드 로빈 또는 녹아웃 토너먼트에서 무승부를 해결하는 다른 방법들의 perceived 실패로 인해 도입되었다. 특히, 연장전은 팀들이 너무 피곤하고 긴장하여 공격하기보다는 수비하고 승부차기를 노리기 때문에 긴장되고 재미없는 경기가 될 수 있으며, 승부차기는 종종 운에 기반하고 축구를 대표하지 않는다고 묘사된다. FIFA는 1993년에 골든골 규칙을 도입했다. 골든골이 연장전에서 더 공격적인 경기를 유도하고 승부차기의 수를 줄이기를 바랐다.

### FIFA 대회
골든골이라는 용어는 1993년 FIFA가 "서든 데스"라는 대체 용어가 부정적인 의미를 가진다고 여겨지면서 규칙 변경과 함께 도입되었다. 녹아웃 대회에서는 무승부 후 15분씩 두 번의 연장전이 진행된다. 연장전 동안 어느 팀이든 골을 득점하면 경기는 즉시 종료되며 득점한 팀이 승자가 된다. 승리 골은 "골든골"로 알려져 있다. 두 번의 연장전 동안 골이 득점되지 않으면 승부차기로 경기가 결정된다. 골든골은 의무 사항이 아니었으며, 연장전을 사용하는 개별 대회는 연장전 동안 골든골을 적용할지 여부를 선택할 수 있었다. 이 규칙이 적용된 첫 유럽 선수권 대회는 1996년이었고, 같은 해 첫 MLS컵인 1996 MLS컵도 마찬가지였다. 이 규칙이 적용된 첫 월드컵은 1998년이었다.
기록된 첫 골든골은 1993년 3월 13일 세계 청소년 선수권 대회 8강전에서 오스트레일리아가 우루과이를 상대로 득점한 것이다. 이러한 골로 결정된 첫 주요 토너먼트 결승전은 1995년 풋볼 리그 트로피 결승전이었는데, 버밍엄 시티가 칼라일 유나이티드를 1-0으로 이겼고, 폴 테이트가 골을 넣었다. 이어서 1996년 유럽 선수권 대회 결승전에서 독일이 체코를 꺾고 우승했다. 이 결승전의 골든골은 올리버 비어호프가 득점했다. MLS컵 1996에서는 에디 포프가 연장전 3분 25초에 골을 넣어 D.C. 유나이티드가 로스앤젤레스 갤럭시를 3-2로 이겼다. 월드컵 역사상 첫 골든골은 1998년에 발생했는데, 로랑 블랑이 골을 넣어 프랑스가 16강전에서 파라과이를 꺾을 수 있게 했다.
1994년 카리브컵 예선전에서, 바베이도스는 골든골 연장전을 통해 결승에 진출하기 위해 고의적으로 늦은 자책골을 넣었다. 특이한 대회 규칙에 따르면 골든골은 득실차 계산에서 두 배로 계산되었기 때문이다. 2골 차 승리가 필요했던 바베이도스는 정규 시간 3분 남았을 때 2-1로 앞서고 있었다. 바베이도스 팀이 자책골을 넣어 2-2 동점을 만든 후, 그레나다는 양쪽 골대에 골을 넣으려고 시도했고 바베이도스는 정규 시간 마지막 3분 동안 두 골대를 모두 방어했다. 바베이도스는 연장전에서 승리하여 다음 라운드에 진출했다.
2000년, 프랑스는 2000년 유럽 선수권 대회 결승전에서 다비드 트레제게가 골든골을 넣어 연장전에서 이탈리아를 꺾었다. 이로써 프랑스는 1974년 서독 이후 처음으로 FIFA 월드컵과 UEFA 유럽 축구 선수권 대회를 모두 석권한 팀이 되었다.
또한 2000년, 갈라타사라이는 스타드 루이 II에서 열린 2000년 UEFA 슈퍼컵에서 레알 마드리드를 2-1로 이겼다. 90분 동안 1-1 무승부였고 연장전에서 브라질 선수 마리우 자르데우가 골든골을 넣어 구단 역사상 첫 UEFA 슈퍼컵을 우승했다.
다음 해, 리버풀은 UEFA컵 결승전에서 데포르티보 알라베스를 델피 젤리의 골든 자책골로 꺾어 리버풀이 5-4로 승리했다.
UEFA 챔피언스리그는 '골든골'로 결정되지 않은 몇 안 되는 토너먼트 중 하나이다.
골든골은 2002년 FIFA 월드컵에서 마지막으로 사용되었는데, 튀르키예가 8강전에서 세네갈을 꺾었고, 일한 만스즈가 남자 토너먼트의 마지막 골든골을 득점했다. 그러나 2003년 여자 월드컵 결승전은 독일이 98분 니아 퀸처의 헤더로 스웨덴을 2-1로 꺾으면서 골든골로 결정되었다. 이는 FIFA 여자 월드컵 역사상 마지막 골든골이었다.
FIFA 남자 월드컵 골든골
| № | 득점자      | 시간 | 국가대표 | 점수 | 상대     | 대회 | 라운드 | 날짜            |
| - | ----------- | ---- | -------- | ---- | -------- | ---- | ------ | --------------- |
| 1 | 로랑 블랑   | 114' | 프랑스   | 1–0  | 파라과이 | 1998 | 16강   | 1998년 6월 28일 |
| 2 | 앙리 카마라 | 104' | 세네갈   | 2–1  | 스웨덴   | 2002 | 16강   | 2002년 6월 16일 |
| 3 | 안정환      | 117' | 대한민국 | 2–1  | 이탈리아 | 2002 | 16강   | 2002년 6월 18일 |
| 4 | 일한 만스즈 | 94'  | 튀르키예 | 1–0  | 세네갈   | 2002 | 8강    | 2002년 6월 22일 |

FIFA 컨페더레이션스컵 골든골
| № | 득점자            | 시간 | 국가대표       | 점수 | 상대     | 대회 | 라운드 | 날짜             |
| - | ----------------- | ---- | -------------- | ---- | -------- | ---- | ------ | ---------------- |
| 1 | 해리 큐얼         | 92'  | 오스트레일리아 | 1–0  | 우루과이 | 1997 | 준결승 | 1997년 12월 19일 |
| 2 | 콰우테모크 블랑코 | 97'  | 멕시코         | 1–0  | 미국     | 1999 | 준결승 | 1999년 8월 1일   |
| 3 | 티에리 앙리       | 97'  | 프랑스         | 1–0  | 카메룬   | 2003 | 결승   | 2003년 6월 29일  |

#### 실버골
2002-03 시즌에 UEFA는 경쟁 경기의 승자를 결정하기 위해 새로운 규칙인 실버골을 도입했다. 연장전의 첫 15분 절반이 끝난 후 한 팀이 리드하면 승자가 되지만, 골든골처럼 팀이 득점하는 순간 경기가 종료되지는 않는다. 연장전을 운영하는 대회는 골든골, 실버골 또는 둘 다 사용하지 않는 절차를 선택할 수 있었다. 실버골은 "골든골의 즉각적인 위험(및 불공정성으로 인식됨) 없이 승부차기의 가능성을 줄이는" 수단으로 여겨졌는데, 이는 패배하는 팀에게 연장전 첫 15분 동안 반격할 기회를 주었기 때문이다.
2003년 8월 27일, 네덜란드 클럽 아약스는 2003-04 UEFA 챔피언스리그 조별 리그에 오스트리아 클럽 GAK를 상대로 실버골 덕분에 진출했는데, 두 경기가 90분 후 각각 1-1로 끝났다. 연장전에서 아약스는 GAK가 두 명의 선수를 퇴장당한 이점을 활용하여 103분 토마시 갈라세크가 페널티킥으로 득점했다.
1년도 채 지나지 않은 2004년 7월 1일, 갈라세크는 유로 2004 준결승전에서 그리스와 체코 간의 경기에서 실버골이 특징으로 등장했을 때 필드에 있었다. 이 경기는 실버골로 결정된 유일한 주요 경쟁 경기였다. 그러나 실버골은 그리스의 트라야노스 델라스가 연장전 전반 마지막 2초에 코너킥 후 득점하여 체코를 탈락시켰다. 체코 팀은 라트비아, 네덜란드, 독일을 상대로 대회 초반에 역전승으로 유명했지만, 극도로 늦은 그리스의 득점은 체코에게 동점을 만들 기회를 주지 않았다. 반면에 그리스가 연장전 시작에 골을 넣었다면 체코는 경기를 다시 뒤집을 좋은 기회가 있었을 것이다. 국제 경기에서 유일하게 목격된 실버골인 동시에 델라스가 국제 경력에서 득점한 유일한 골이었다.

### 폐지
골든골과 실버골 모두 팬을 가지고 있었지만, 둘 다 실패한 실험으로 널리 인식되었다. 특히 골든골은 원래 의도했던 것만큼 더 활발하고 공격적인 경기를 이끌어내지 못했고, 오히려 패배한 팀의 많은 선수들로부터 격렬한 분노 반응과 함께 더 조심스러운 경기를 초래했다. 실버골은 이론적으로는 연장전의 첫 15분 동안 반격할 시간을 주었지만, 그 시간 거의 끝에 득점되면 효과적으로 경기를 끝낼 수 있었다. 또한, 여러 다른 연장전 규칙 중에서 어떤 규칙을 선택할 수 있는지에 대한 혼란도 있었다.
2004년 2월, IFAB는 유로 2004 이후 골든골과 실버골 방식이 경기 규칙에서 제거될 것이라고 발표했다. 2006년 FIFA 월드컵부터는 녹아웃 스테이지에서 무승부 발생 시 골든골이 다시는 사용되지 않았다. FIFA는 이전 규칙으로 복원했다. 즉, 정규 90분 후 무승부일 경우 15분씩 두 번의 연장전이 진행된다. 점수가 동점일 경우 승부차기로 승자가 결정된다.
골든골 규칙은 2022년 NCAA 축구에서 폐지되어 위와 같이 FIFA 연장전 절차를 사용했지만, 2024년 시즌 후 경기를 위해 다시 도입되었다. 1995, 1996, 2002, 2013년 여자 토너먼트의 챔피언십 경기는 골든골로 결정되었다. 이러한 상황은 남자 토너먼트에서도 2017년과 2020년에 발생했다.

## 다른 스포츠

### 오스트레일리안 풋볼
2016년 규칙 변경 이전에는 AFL에서 정규 시간 종료 후 경기가 동점일 경우 AFL 그랜드 파이널 전체를 재경기했다. 이를 그랜드 파이널 재경기라고 불렀으며 AFL에서 세 번(1948, 1977, 2010) 발생했다. 이러한 불편함 때문에 2016년 AFL 시즌부터는 무승부 그랜드 파이널을 5분씩 두 번의 연장전으로 해결하고, 연장전 종료 후에도 점수가 동점일 경우 다음 점수가 나올 때까지 경기를 계속하는 방식으로 바뀌었다. 이 방식은 2019 시즌 이후 제거되었고, 초기 두 번의 3분 연장전 후 점수가 같을 경우 추가 연장전으로 결정하게 되었다. 골든골은 규칙의 일부였던 4년 동안 한 번도 사용되지 않았다.

### 밴디
2022년 여자 밴디 세계 선수권 대회에서 B조 (2부 리그) 결승전은 골든골로 결정되었다.

### 필드하키
하키 월드컵 및 챔피언스 트로피와 같은 국제 필드하키 토너먼트는 토너먼트 경기의 승자를 결정하기 위해 골든골을 사용했다. 이러한 경기 동안 각각 7분 30초의 두 번의 연장전이 진행되었으며, 두 번의 연장전 이후에도 골든골이 득점되지 않으면 승부차기로 경기가 결정되었다. 스포츠의 국제 경기 연맹인 FIH는 2013년에 연장전 절차를 폐지하고 이제 팀들은 바로 승부차기로 들어간다.

### 아이스하키
골든골 규칙은 내셔널 하키 리그 경기에서 점수가 동점일 때 정규 시간 종료 후 사용된다. 정규 시즌에는 3대3 서든 데스 연장전 5분이 진행되며, 첫 골을 넣는 팀이 경기를 승리한다. 그러나 이 시간 동안 어느 팀도 득점하지 못하면 승부치기로 승자가 결정된다. 플레이오프 경기에서는 승부치기가 사용되지 않으며, 20분씩 5대5 하키 경기가 골이 득점되어 경기가 끝날 때까지 진행된다. 이로 인해 "부활절 서사시"와 같이 4차 연장전 도중에 끝난 플레이오프 시리즈 결정전과 같은 극도로 긴 경기가 발생했다. "골든골"이라는 용어는 하키에서 흔히 사용되는 용어는 아니며, 대신 승리 골은 "연장전 위너" 또는 "연장전 골"로 알려져 있고, 형식은 NHL에서 "서든 데스", 대학에서 "서든 빅토리"로 알려져 있다.
올림픽 아이스하키 토너먼트는 금메달 결정전에서만 골든골 규칙을 사용했으며, 5대5 20분 연장전을 진행했다. 골이 득점되면 경기가 종료되었고, 그렇지 않으면 승부치기로 승자가 결정되었다. 이 방식은 2010년 남자 결승전을 결정하는 데 사용되었는데, 시드니 크로즈비가 연장전 7분 40초에 결승골을 넣어 캐나다에 금메달을 안겨주면서 "골든골"로 알려졌다. 또 다른 골든골은 2014년 여자 결승전에서 마리필리프 풀랭이 연장전 8분 10초에 캐나다를 위해 득점하면서 발생했다. 두 경우 모두 캐나다가 미국을 꺾었다. 두 팀은 4년 후 재대결에서 만났고, 20분 연장전 내내 골 없이 진행된 후 미국이 승부치기에서 승리하여 20년 만에 첫 금메달을 획득했다. 조셀린 라무뢰가 승부치기 6번째 라운드에서 득점했고 메건 어고스타는 실패했다. 키릴 카프리조프가 연장전 9분 40초에 골을 넣어 러시아 올림픽 위원회가 2018년 남자 결승전에서 독일을 꺾었다. 2022년부터 연장전 절차는 한 팀이 득점할 때까지 3대3 20분 연장전을 여러 번 진행하는 것으로 변경되었고, 남녀 모두에게 적용된다.

### 럭비 리그
"골든 포인트" 시스템은 럭비 리그 경기에서 80분이 무승부로 끝났을 경우 연장전 동안 어느 팀이든 첫 포인트를 득점(어떤 수단으로든)하면 승자가 되는 방식이다. 이 방식은 1997년 슈퍼리그 트라이-시리즈에서 처음 사용되었다.